# Квяткув (Турецький повіт)
Квяткув (пол. Kwiatków) — село в Польщі, у гміні Брудзев Турецького повіту Великопольського воєводства.
Населення — 158 осіб (2011).
У 1975-1998 роках село належало до Конінського воєводства.

## Демографія
Демографічна структура станом на 31 березня 2011 року:
|          | Загалом | Допрацездатний вік | Працездатний вік | Постпрацездатний вік |
| -------- | ------- | ------------------ | ---------------- | -------------------- |
| Чоловіки | 73      | 13                 | 50               | 10                   |
| Жінки    | 85      | 18                 | 46               | 21                   |
| Разом    | 158     | 31                 | 96               | 31                   |